# Gargüera de la Vera
Gargüera de la Vera es un municipio español del norte de la provincia de Cáceres, en Extremadura. Cuenta con una población de 177 habitantes (INE 2022).

## Toponimia
Algunos creen que en el pasado el poblado pudo llamarse «Villaflor de la Vera», aunque no haya datos fundamentados y  el nombre actual de «Gargüera» se  determinó a partir del siglo XIV. Algunas son las crónicas populares sobre los comienzos del nombre de Gargüera, siendo la más popular la que nos relata una batalla que tuvo lugar en estos entornos con los ejércitos andalusíes de Almanzor, los cuales cortaron el cuello o "gargüero" a los cristianos en dicha batalla, y al incorporarse a la Mancomunidad de la Vera en 1996 pasa a llamarse «Gargüera de la Vera».

## Localización

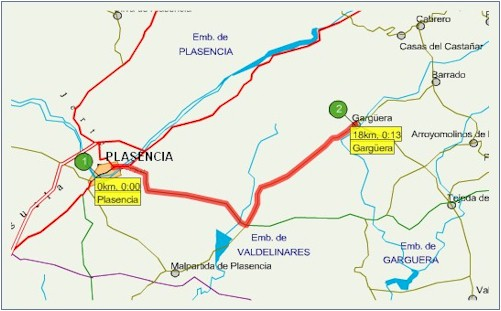
Plasencia y Gargüera.

Está situado en la falda de la sierra de San Bernabé, entre el Valle del Jerte y la Vera. A unos 18 km de Plasencia por la carretera de la Vera, desviándose a la izquierda, a unos 10 km, al llegar al cruce Barrado (izda.) - Malpartida de Plasencia (dcha.).
La localidad da nombre a la garganta que pasa por ella, la cual nace en la sierra del Piornal, baña por la izquierda al Barrado y por la derecha a Gargüera y desagua en el río Tietar junto a la Bazagona y dispone de dos pequeños pantanos: el de Gargüera y el de las Navas.
Confina su término  por el norte con el de El Barrado: por el este con Casas del Castañar; por el sur con Arreoyomolinos de la Vera y por el oeste con Plasencia.

## Historia
A la caída del Antiguo Régimen la localidad se constituye en municipio constitucional en la región de Extremadura, desde 1834 quedó integrado en el Partido Judicial de Plasencia. En el censo de 1842 contaba con 56 hogares y 307 vecinos.

## Demografía
Gargüera cuenta con una población de 182 habitantes (INE 2024).
| Gráfica de evolución demográfica de Gargüera entre 1842 y 2021                                                      |
| |
| Población de derecho según los censos de población del INE Población de hecho según los censos de población del INE |

## Economía
Su economía está basada en la agricultura y la ganadería, propias de la zona de la Dehesa Extremeña.

## Corporación municipal en 2023
Alcaldesa:
- Feliciana Muñoz Fernández(PSOE)

Concejales:
- Pascasio Alonso Herrero (PSOE)
- Jesús Blázquez Herrero (PSOE)
- Eugenio-Alfonso Romero Castro (PSOE)
- María del Puerto Núñez Guillén (PP)

## Patrimonio

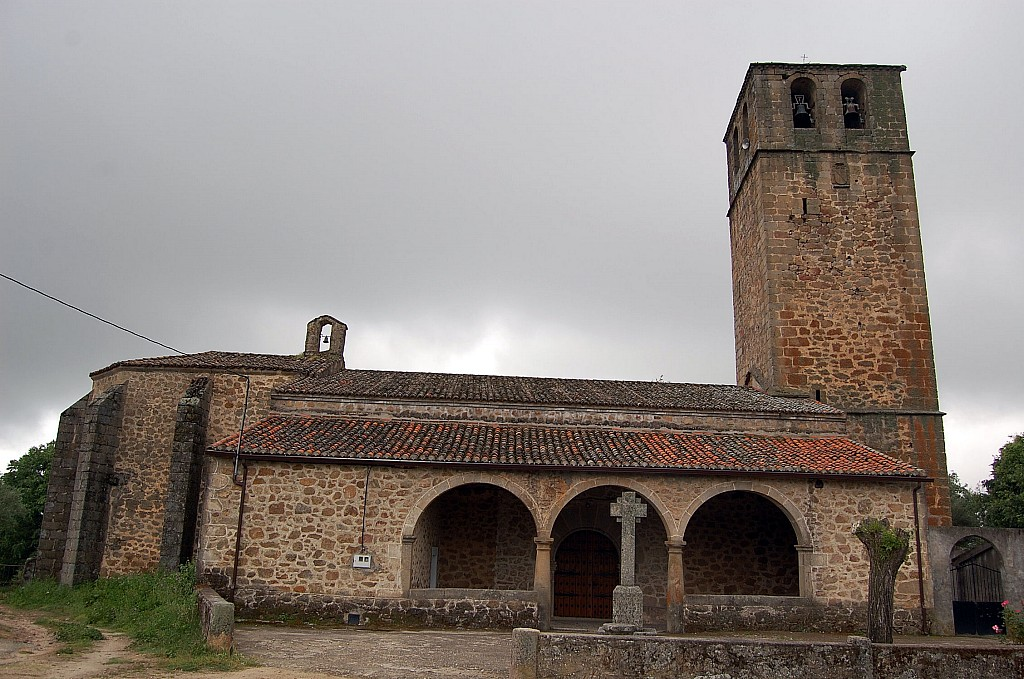
Iglesia de Gargüera.

Iglesia parroquial católica bajo la advocación de Nuestra Señora de la Asunción, en la Archidiócesis de Mérida-Badajoz, Diócesis de Plasencia, arciprestazgo de Jaraíz de la Vera.

## Festividades
Las principales fiestas de Gargüera son:
- San Blas, 3 de febrero;
- Nuestra Señora de la Asunción, 15 de agosto;
- Feria y Fiestas, 8 y 9 de septiembre.